# Stade du centre sportif de Taizhou
 (mai 2025).
Le stade du centre sportif de Taizhou (en chinois : 台州体育中心) est un stade multifonction à Taizhou en Chine. Il est principalement utilisé pour les matchs de football. Le stade compte 40 000 places et a ouvert en 2003.

## Information
- Information sur le stade